# Frango piri-piri
El frango piri piri, también conocido localmente como frango no churrasco à portuguesa ('pollo a la barbacoa/brasa portuguesa') es un plato típico portugués que consiste en asar un pollo a la barbacoa con salsa piri-piri. El pollo se suele abrir a la crapaudine. Se suele servir con patatas fritas y ensalada, aunque en el norte de Portugal se incluye el arroz de acompañamiento.
Durante la Era de los Descubrimientos los portugueses arribaron a Mozambique, donde llevaron pimientos picantes desde América y desarrollaron una variedad local de chile/ají llamada piri-piri. Este condimento se ha popularizado entre los países lusos, especialmente para hacer salsas. Más tarde apareció este plato, que hoy está muy extendido en Portugal y conocido en todo el mundo.
En zonas del mundo con influencia anglosajona, la denominación frango piri-piri puede designar también al pollo cafreal, un plato típico de Goa, India (aunque también de origen mozambiqueño). Aun así, en Goa se usa este nombre de forma genérica para diferentes platos, tanto en preparación como en color, ya que el cafreal es verde amarillento y el piri-piri es rojo.